# 중구청역
중구청역(Jung-gu District Office station, 中區廳驛)은 대전광역시 중구 선화동에 있는 대전 도시철도 1호선의 전철역이다. 인근에 대전광역시 중구청이 있다.
충남도청이라는 유상병기역명이 있었으나, 충청남도청이 홍성군의 내포신도시로 이전함에 따라 유상병기역명이 폐지되었다.

## 연혁
- 2003년 7월 25일 : 중구청역으로 역명 확정[1]
- 2006년 3월 16일 : 1단계 (판암 ~ 정부청사) 구간 개통과 함께 영업 개시

## 역 구조
1면 2선의 섬식 승강장이 있는 지하역이다. 스크린도어가 설치되어 있다.

### 승강장
| 중앙로 ↑       |
| 하상 \|        |
| ↓ 서대전네거리 |

| 상행 | ● 대전 도시철도 1호선 | 중앙로 · 대전역 · 판암 방면     |
| 하행 | ● 대전 도시철도 1호선 | 오룡・시청・유성온천・반석 방면 |

- 승강장 번호는 없다.

## 역 주변
- 대전광역시 중구청
- 대전중부경찰서
- 대전세종연구원(구 대전발전연구원)
- 가톨릭대학교 대전성모병원
- KB손해보험 충청본부
- 대림산업 대전사옥
- 소상공인시장진흥공단
- 교보생명그룹 대전사옥
- GS리테일 중부본부
- 중구보건소
- 한국보건산업진흥원 HACCP지원사업단
- 대전복지재단
- 대전사회복지회관
- 대전중학교
- 대전고등학교
- 대전성모초등학교
- 대전성모여자고등학교
- 구 충남도청
- 대전시민대학
- 대전한화생명이글스파크(KBO 리그 한화 이글스 홈구장)
- 충무체육관(프로배구 V-리그 대전 삼성화재 블루팡스 홈구장,대전 KGC인삼공사 프로배구단 홈구장)

## 승차량 변동
구도심 공동화로 인해 이용 빈도가 줄어드는 편이며, 대전 도시철도 1호선의 역들 중 갑천역, 신흥역 다음으로 승객이 적다.
| 역 노선 | 1일 평균 승차 인원 | 1일 평균 승차 인원 | 1일 평균 승차 인원 | 1일 평균 승차 인원 | 1일 평균 승차 인원 | 1일 평균 승차 인원 | 1일 평균 승차 인원 | 1일 평균 승차 인원 | 1일 평균 승차 인원 | 1일 평균 승차 인원 |
| 역 노선 | 2006년             | 2007년             | 2008년             | 2009년             | 2010년             | 2011년             | 2012년             | 2013년             | 2014년             | 2015년             |
| ------- | ------------------ | ------------------ | ------------------ | ------------------ | ------------------ | ------------------ | ------------------ | ------------------ | ------------------ | ------------------ |
| 1호선   | 1,133              | 1,695              | 2,010              | 2,248              | 2,185              | 2,260              | 2,362              | 2,387              | 2,530              | 2,473              |
| 1호선   | 2016년             | 2017년             | 2018년             | 2019년             | 2020년             |                    |                    |                    |                    |                    |
| 1호선   | 2,391              | 2,391              | 2,365              | 2,364              |                    |                    |                    |                    |                    |                    |

## 사진

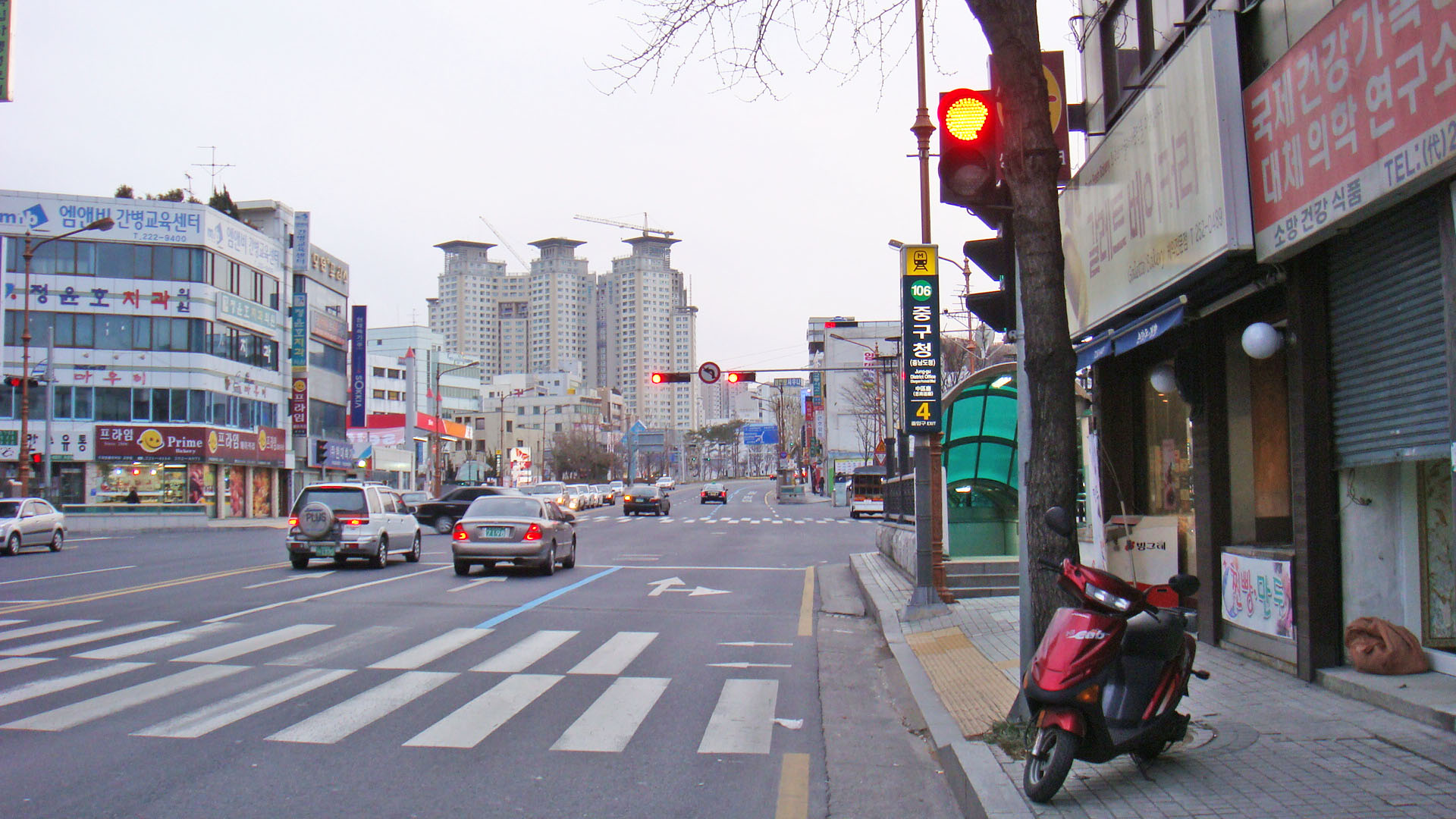
4번 출구 (중구청(충남도청)역 시절)
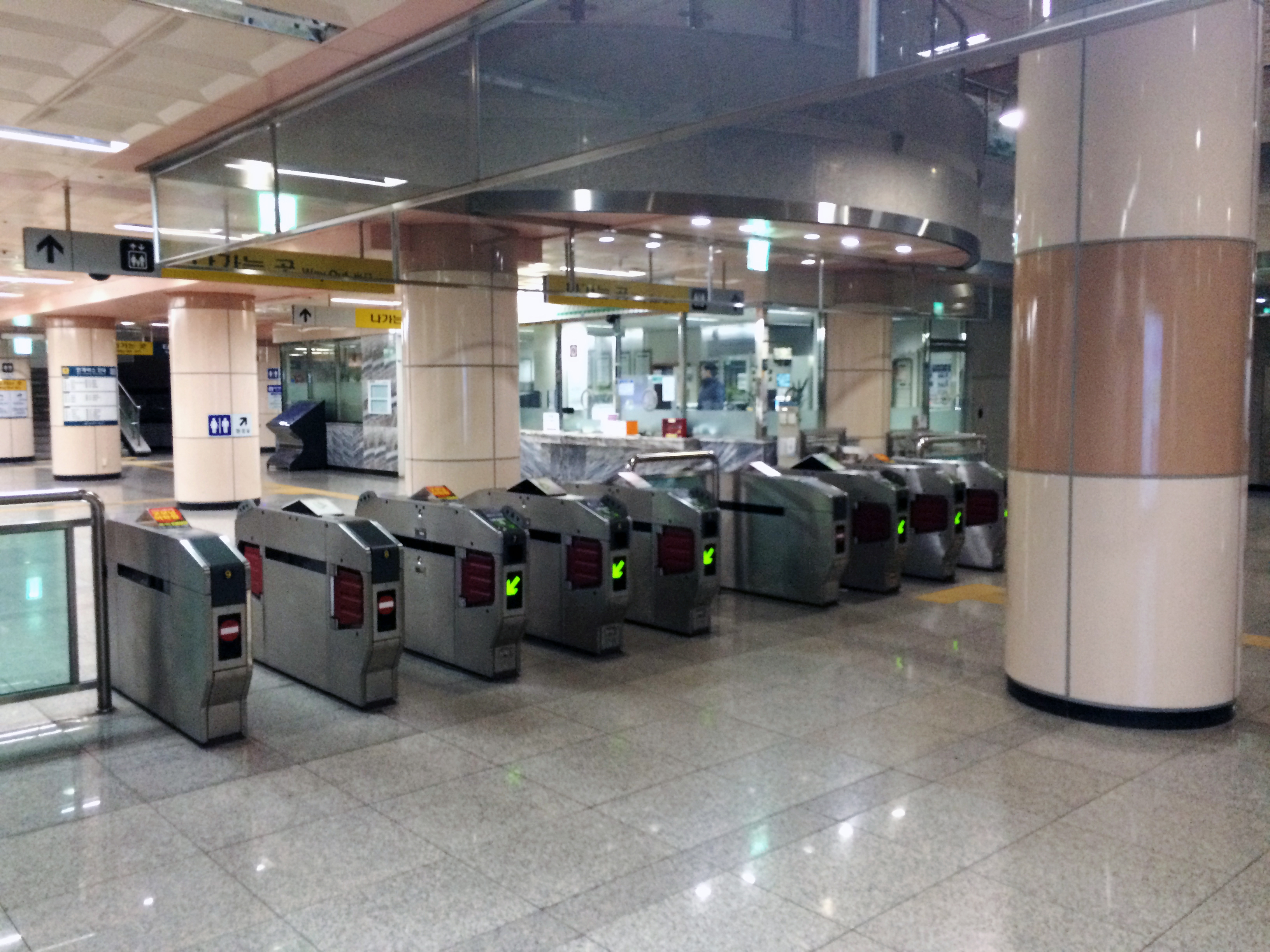
개찰구

## 인접한 역
| 대전 도시철도 1호선  | 대전 도시철도 1호선   | 대전 도시철도 1호선        |
| -------------------- | --------------------- | -------------------------- |
| 105 중앙로 판암 방면 | ● 대전 도시철도 1호선 | 107 서대전네거리 반석 방면 |